# کارل فریدریش ناومان
گئورگ آمادئوس کارل فردریش نومن (به آلمانی: Georg Amadeus Carl Friedrich Naumann) ‏ (۱۸۷۳-۱۷۹۷) کانی‌شناس و زمین‌شناس آلمانی بود.

## زندگی‌نامه
او در درسدن در خانواده‌ای موسیقی‌دان و آهنگ‌ساز به دنیا آمد. او در فرایبورگ، لایپزیگ و ینا به تحصیل پرداخت. او در ینا دانش‌اموخته شد و در سال ۱۸۲۳ در ینا و در سال ۱۸۲۴ در لایپزیگ به تدریس پرداخت. نومن در سال ۱۸۲۶ به منصب استادی در رشته بلورنگاری رسید و در سال ۱۸۴۲ استاد بلورشناسی دانشگاه لایپزیگ شد.
کارل فردریش نومن فردی با اطلاعات دانشنامه‌ای و استادی با تدریس فصیح و روان بود. او در جوانی به نروژ مسافرت کرد. مشاهدات او در نروژ و تالیفات بعدی او در بلورنگاری، کانی‌شناسی و زمین‌شناسی باعث شهرت او شد. او در سال ۱۸۶۸ برنده مدال ولاستن از جامعه زمین‌شناسی لندن شد. نومن در سال ۱۸۷۳ در لایپزیگ درگذشت.